# Alexander Karl

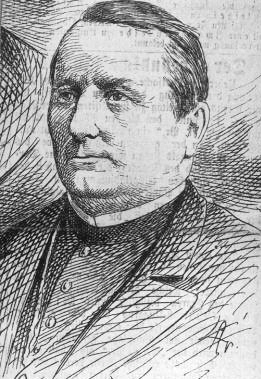
Abt Alexander Karl

Alexander Karl OSB (* 19. März 1824 in Grund, Wullersdorf, Niederösterreich; † 1. Februar 1909 in Melk) war ein österreichischer Benediktiner und Politiker. Von 1875 bis zu seinem Tod war er der 62. Abt des Stiftes Melk und von 1878 bis 1908 insgesamt fünf Legislaturperioden lang Abgeordneter zum niederösterreichischen Landtag sowie ab 1876 Mitglied des Reichsrates.

## Leben
Karl wurde in Grund, einem Dorf bei Wullersdorf, als Sohn eines vermögenden Grundbesitzers geboren und besuchte ein Gymnasium in Znaim. Er studierte Theologie und Philosophie an der Universität Wien und trat 1844 in das Stift Melk ein. Dort legte er 1848 seine ewige Profess ab und wurde 1849 zum Priester geweiht. Danach wurde er Moral- und Griechischprofessor am Melker Stiftsgymnasium. Von 1857 bis 1862 war Karl Adjunkt am Hofmeisteramt des Stiftes in Wien und als solcher an der Planung zum Bau des Melkerhofes in der Josefstadt (nicht zu verwechseln mit dem älteren Melkerhof in der Schottengasse) beteiligt. Nach seiner Rückkehr wurde er Kämmerer, Cellarius sowie Bau- und Gartendirektor des Stiftes. 1867 übernahm er die Pfarre in seiner Heimatgemeinde Wullersdorf, 1875 wurde er vom Konvent zum Abt gewählt.
1870 kandidierte er erstmals erfolglos für den Landtag, 1878 wurde er als Abgeordneter des Großgrundbesitzes gewählt. Mit diesem Mandat blieb er vom 24. September 1878 bis zum 15. September 1890 im Landtag, als er das Landgemeindenmandat von St. Pölten erringen konnte. Dieses verlor er allerdings nach nur einer Legislaturperiode 1896, woraufhin er erneut bis 1908 Abgeordneter des Großgrundbesitzes wurde. Von 1880 bis 1884 war er außerdem Landmarschall-Stellvertreter. Im Herrenhaus des österreichischen Reichsrates war er seit 1876 vertreten. Karl war Mitglied der liberalen Verfassungspartei, seine politische Einstellung erregte in kirchlichen Kreisen Befremden. Er sorgte sich vor allem um die wirtschaftlichen Belange von Stadt und Stift, für die Reformbestrebungen innerhalb des Ordens mangelte es ihm an tieferem Verständnis.
Er war Gründungsmitglied und ab 1896 Präsident des Vereins zum Schutze des österreichischen Weinbaus. Beim ersten Auftreten der Reblaus in Österreich ließ er die Weingüter des Stiftes in Gumpoldskirchen und Baden mit veredelten amerikanischen Reben bepflanzen und gab so anderen Weinbauern ein Beispiel. Nach ihm wurden 1887 die Abt-Karl-Gasse in Wien-Währing und die Abt-Karl-Straße in Melk (5. Dezember 1896) benannt.